# Nikolaj Fjodorovič Makarov
Nikolaj Fjodorovič Makarov (rusky Николай Фёдорович Макаров; 22. května 1914 – 13. května 1988) byl sovětský konstruktér zbraní. Jeho nejvýznamnějším dílem je pistole Makarov komorovaná pro náboj 9 × 18 mm Makarov. Pracoval na vývoji letadlového kanónu a protitankových raketových systémů.

## Život a dílo

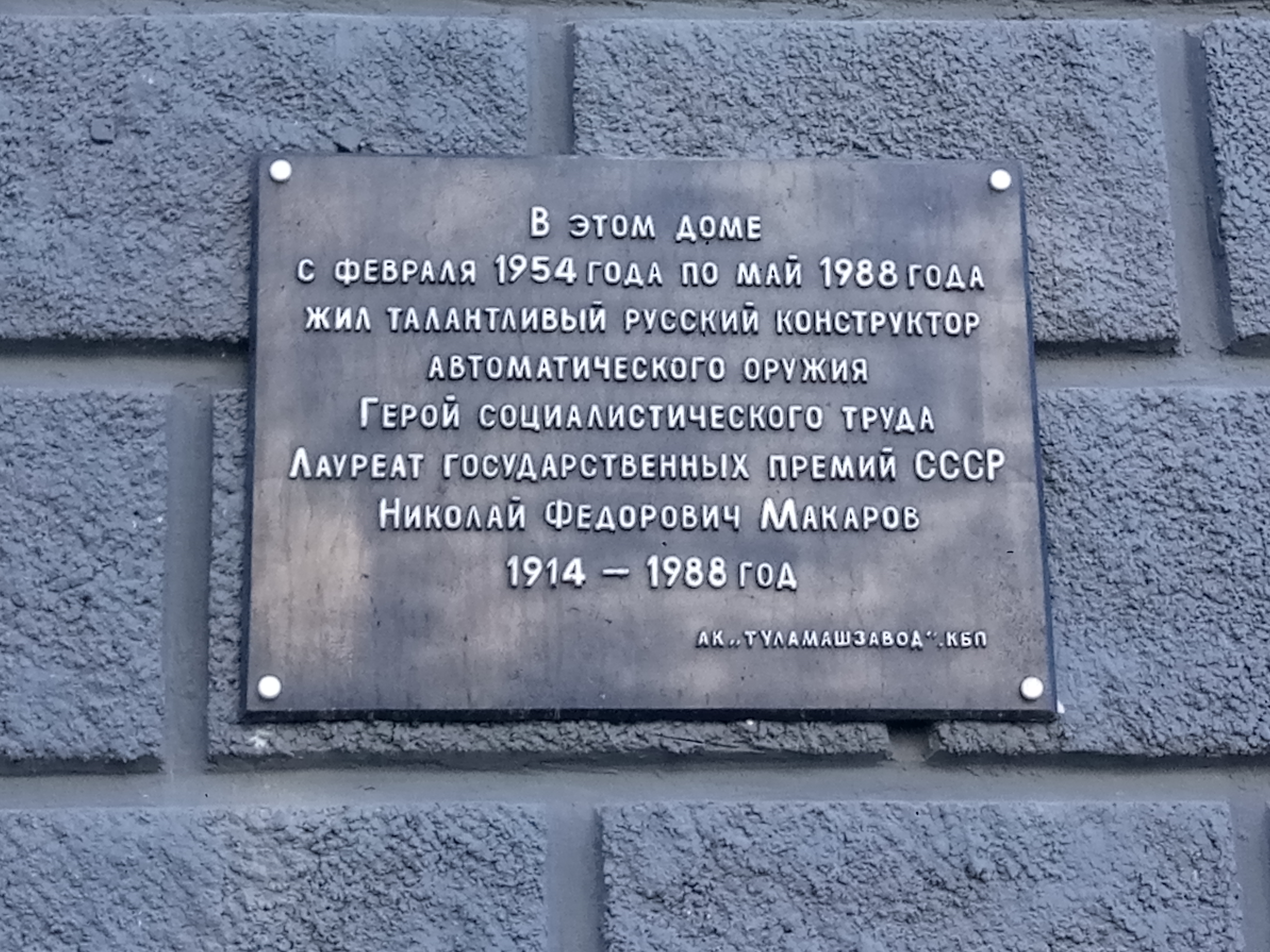
Pamětní deska v Tule

Nikolaj Fjodorovič Makarov se narodil 22. května 1914 v městečku Sasovo v Rjazaňské oblasti. Jeho otec byl železniční inženýr. V roce 1929 ukončil základní vzdělání na šestitřídní obecné škole a poté studoval na Učilišti strojního inženýrství v Rjazani. V roce 1931 se vrátil do svého rodného Sasova a začal pracovat jako soustružník v tamní teplárně. Během pracovních povinností vystudoval školu pro dělníky. V roce 1936 se zapsal na Tulskou technickou universitu. Studium přerušil začátek světové války. Proto bez obhajoby disertační práce získal inženýrský titul se zrychleným řízením, který se rovnal inženýrskému titulu získanému večerním studiem. Nikolaj Makarov byl přidělen do továrny na zbraně v Zagorsku, kde se účastnil sériové výroby Špaginova samopalu PPŠ. Pracoval přímo pod Špaginem, nejprve dohlížel na výrobu a později přešel do konstrukční kanceláře. Právě známost se Špaginem byla zdrojem jeho kariéry konstruktéra zbraní. V roce 1944 řádně dokončil vysokoškolské studium a na Technické universitě v Tule získal titul v oboru strojního inženýrství. Po válce pokračoval ve své kariéře v konstrukční kanceláři CKB-14 (dnes KBP) v Tule.
V roce 1945 bylo vypsáno výběrové řízení na pistoli, která by v armádních, ale i policejních složkách měla nahradit Tokarevovu pistoli TT, která byla po válce již zastaralá. Do roku 1947 Nikolaj Fjodorovič Makarov připravil do výběrového řízení vlastní konstrukci ve dvou verzích. TKB-412 komorovanou na 7,62 x 25 mm Tokarev a verzi TKB-429 komorovanou pro vlastní střelivo 9 × 18 mm Makarov. Soutěž nakonec vyhrála 9 mm verze. Zvenku připomínala pistoli Walther PP, ale s konstrukčně odlišným a mnohem jednodušším designem. První zkoušky začaly v roce 1949. Po úspěšném testovacím procesu sovětská armáda v roce 1951 registrovala zbraň na typ PM (Pistole Makarova / Пистолет Макарова). Stala se nejrozšířenější pistolí v armádách Varšavské smlouvy. Zbraň a její četné bojové, služební i civilní modifikace se vyrábějí i ve 21. století v závodech Tule, Iževsku i v cizině.
Další Makarovovou proslulou zbraní je 23mm letecký kanón AM-23, který zkonstruoval s Nikolajem Afanasjevem. AM-23 byl jedním z největších vyráběných leteckých kanónů 50. a 60. let 20. století. Používal se především jako obranná zbraň pro bombardovací a transportní letouny zabudovaná do věže (např. pro bombardér Tu-95 nebo dopravní letoun An-12). Kanón se vyráběl v letech 1953 až 1972.
Nikolaj Makarov později pracoval na návrhu protitankových raketových systémů. Významnou roli hrál ve vývoji a zkoušení 9M111 Fagot a 9M113 Konkurs.
V roce 1974 odešel do důchodu. Získal 36 patentů souvisejících se zbraněmi. Za svou práci obdržel řadu ocenění a vyznamenání. V letech 1952 a 1967 mu byla udělena státní cena, v letech 1971 a 1974 Leninův řád. Při odchodu do penze obdržel titul Hrdina socialistické práce.
Nikolaj Fjodorovič Makarov zemřel 13. května 1988 v Tule na následky sedmého infarktu, pohřben tamtéž na Smolenském hřbitově.